# پروتئین سیگنال‌دهی آگوتی

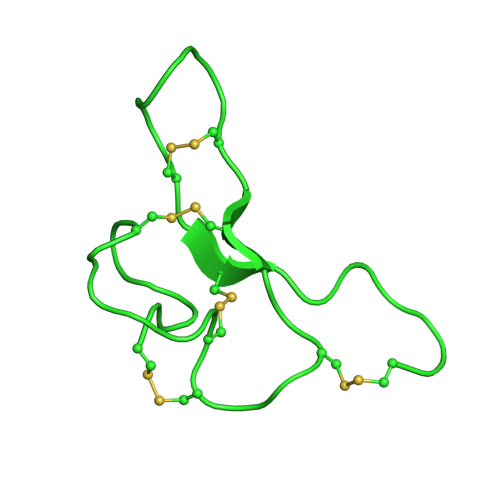
خانواده ساختار NMR پروتئین سیگنال‌دهی آگوتی، دامنه گره‌بندی C ترمینال. ورودی PDB

پروتئین سیگنال‌دهی آگوتی پروتئینی است که در انسان توسط ژن ASIP کدگذاری می‌شود. مسئول پراکنش رنگدانه ملانین در پستانداران است. آگوتی با گیرنده ملانوکورتین ۱ تعامل می‌کند تا مشخص کند که آیا ملانوسیت (سلول رنگدانه) فائوملانین (رنگدانه قرمز تا زرد) یا یوملانین (رنگدانه قهوه‌ای تا سیاه) تولید می‌کند. این فعل و انفعال پاسخگوی ایجاد نوارهای روشن و تیره متمایز در موهای جانورانی مانند آگوتی است که این ژن به نام آن نام‌گذاری شده‌است. در گونه‌های دیگر مانند اسب‌ها، سیگنال آگوتی مسئول تعیین اینکه کدام بخش‌های بدن قرمز یا سیاه خواهد بود. موش‌های با نوع وحشی آگوتی خاکستری خواهند بود و هر مو کمی زرد و در بخشی سیاه است. جهش‌های از دست دادن عملکرد در موش‌ها و گونه‌های دیگر سبب رنگ خز سیاه می‌شود، در حالی که جهش‌هایی که سبب بیان در سراسر بدن در موش‌ها می‌شوند سبب زردی خز و چاقی می‌شوند.

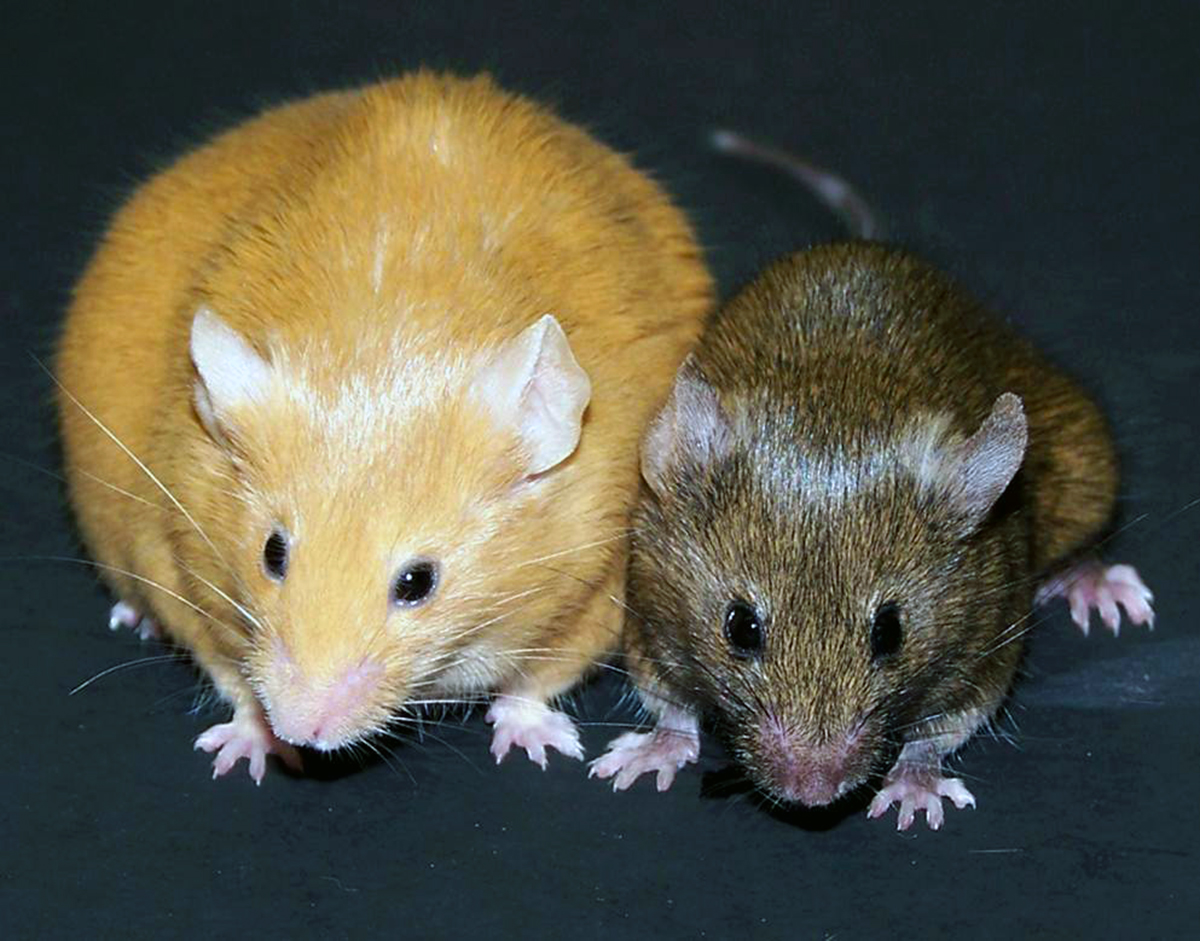
این موش‌ها برخلاف اینکه از نظر فنوتیپی متفاوت هستند، از نظر ژنتیکی یکسان هستند. موش سمت چپ مادر با بیسفنول A (BPA) با یک رژیم غذایی معمولی و موش سمت راست با BPA با رژیم غذایی غنی از متیل تغذیه شد. موش سمت چپ زرد و چاق است، در حالی که موش سمت راست قهوه‌ای و سالم است.

پروتئین سیگنال‌دهی آگوتی (ASIP) یک آنتاگونیست رقابتی با هورمون محرک آلفا ملانوسیت (α-MSH) برای اتصال به پروتئین‌های گیرنده ملانوکورتین 1 (MC1R) است. فعال‌سازی توسط α-MSH سبب تولید یوملانین تیره‌تر می‌شود، در حالی که فعال‌سازی توسط ASIP سبب تولید فائوملانین قرمزتر می‌شود. این بدان معنی است که در کجا و در حالی که آگوتی بیان می‌شود، بخشی از مو که در حال رشد است، به جای سیاه‌شدن زرد می‌شود.